# Castlefest
Castlefest er en hollandsk musikfestival med middelalder/fantasy-tema, der har eksisteret siden 2005. Den afholdes den første weekend i august i slotparken ved Keukenhof i Lisse. Festival foregår over tre dage fra fredag til søndag. Siden 2011 har der været åbningskoncert torsdag aften.
Den første gang festivalen blev afholdt deltog 3.500 personer, og i 2007 var dette tal vokset til 16.000. I 2011 besøgte mere end 24.000 musikfestivalen. I august 2015 satte Castlefest rekord med 35.000 gæster.
De optrædende er forskellige bands med middelalder og folkemusik. Blandt de optrædende kan nævnes det hollandske band Omnia, det tyske band Faun, den danske gruppe Trolska Polska, britiske The Dolmen og norske Wardruna.
Castlefest er baseret på den keltiske fest Lughnasadh. Lørdag aften er der Pagan Night (Hedensk Nat), hvor der bliver afbrændt en wickerman på et bål.

## References
1. ↑  Muste, Romy (29. juni 2010). "Terug naar de vredige Middeleeuwen". de Volkskrant. Hentet 3. januar 2012. (nederlandsk/hollandsk)
2. ↑  Eskes, Janny (6. juli 2009). "De prinsessenjurken van Daniellë". Algemeen Dagblad. Hentet 3. januar 2012. (nederlandsk/hollandsk)
3. ↑  "Bezoekersrecord voor Castlefest in Lisse: 'In deze wereld is iedereen gelijk'". Leidsch Dagblad. 3. august 2015. Arkiveret fra originalen 1. november 2015. Hentet 17. september 2015. (nederlandsk/hollandsk)
4. ↑  FOLK SPOT: DANSK FOLKEMUSIK EFTERTRAGTET PÅ EVENTYRLIGE NICHEFESTIVALER. Folkemusik.dk. Hentet 3/12-2015 (dansk)